# Charles H. Gibson
Charles H. Gibson (Centreville, 1842. január 19. – Washington, 1900. március 31.) az Amerikai Egyesült Államok szenátora (Maryland, 1891–1897).